# Khentkaus
Khentkaus va ser una princesa egípcia que va viure a caval de les dinasties IV i V.
Els seus pares són desconeguts, però com que ella portava el títol de "Filla del Rei del seu Cos", és probable que el seu pare fos un rei, possiblement el faraó Quefrè. El seu fill Menkaure va tenir una filla, Khentkaus I. Així, la princesa Khentkaus era possiblement una filla de Quefrè i tieta de Khentkaus I.
Khentkaus es va casar amb el príncep Khufukhaf II. Va tenir dos fills amb ell: Khaf-Khufu i Seti-Ptah. Va ser enterrada amb el seu marit a la tomba G 7150 a Guiza. Està representada a la tomba.